# 오이선

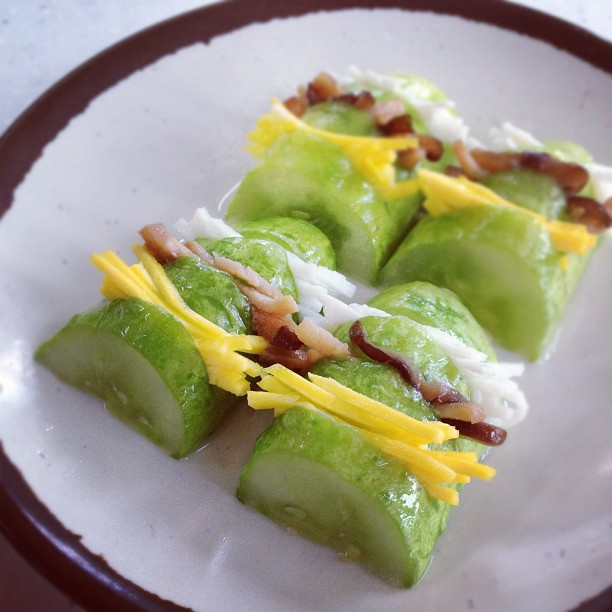
오이선

오이선은 오이를 주재료로 한 선이다. 소금에 절인 오이에 칼집을 넣고 쇠고기, 표고, 지단 등의 소를 채워 익힌 후 식은 장국을 부어 만든다.

## 같이 보기
- 소를 넣은 음식 목록